# Bert Kühne
Bert Kühne (* 2. Februar 1933) ist ein Ländlermusikant und Alleinunterhalter aus der Linthebene in der Schweiz. Er ist in Kaltbrunn heimatberechtigt.
Der Sohn eines Gastwirtes in einer Alpwirtschaft bei Rieden erhielt von seinem Vater ein Schwyzerörgeli. Später kaufte er ein Chromatisches Akkordeon und spielte während 8 Jahren in der Ländlerkapelle Alpina, Niederurnen. Er war während vieler Jahre,n als Gastwirt im Restaurant Linde in Wattwil, Familienvater und dann als Klavierstimmer im Toggenburg zuhause und kehrte im hohen Alter in die Linthebene zurück. Seither wohnt er in seiner Heimatgemeinde.
Am Grand Prix der Volksmusik 1990 erschien das von ihm komponierte und vorgeführte Marschlied „S' Fäscht gaht los“ (Das Fest geht los). Ein weiteres Marschlied mit dem Titel „S' Tante Idi vo Züri“ widmete er seiner Schwester Ida. Insgesamt schuf Bert Kühne rund 200 Eigenkomposition. Obschon er vorwiegend als Alleinunterhalter – auch mit Gesang – auftrat, erschienen von ihm Langspielplatten mit ihm und andern Ländlermusikanten. Unter diesen waren unter anderem die Klarinettisten Carlo Brunner und Fritz Dünner sowie Klavierspieler Hans Frey.